# أولد ستريت (محطة مترو أنفاق لندن)

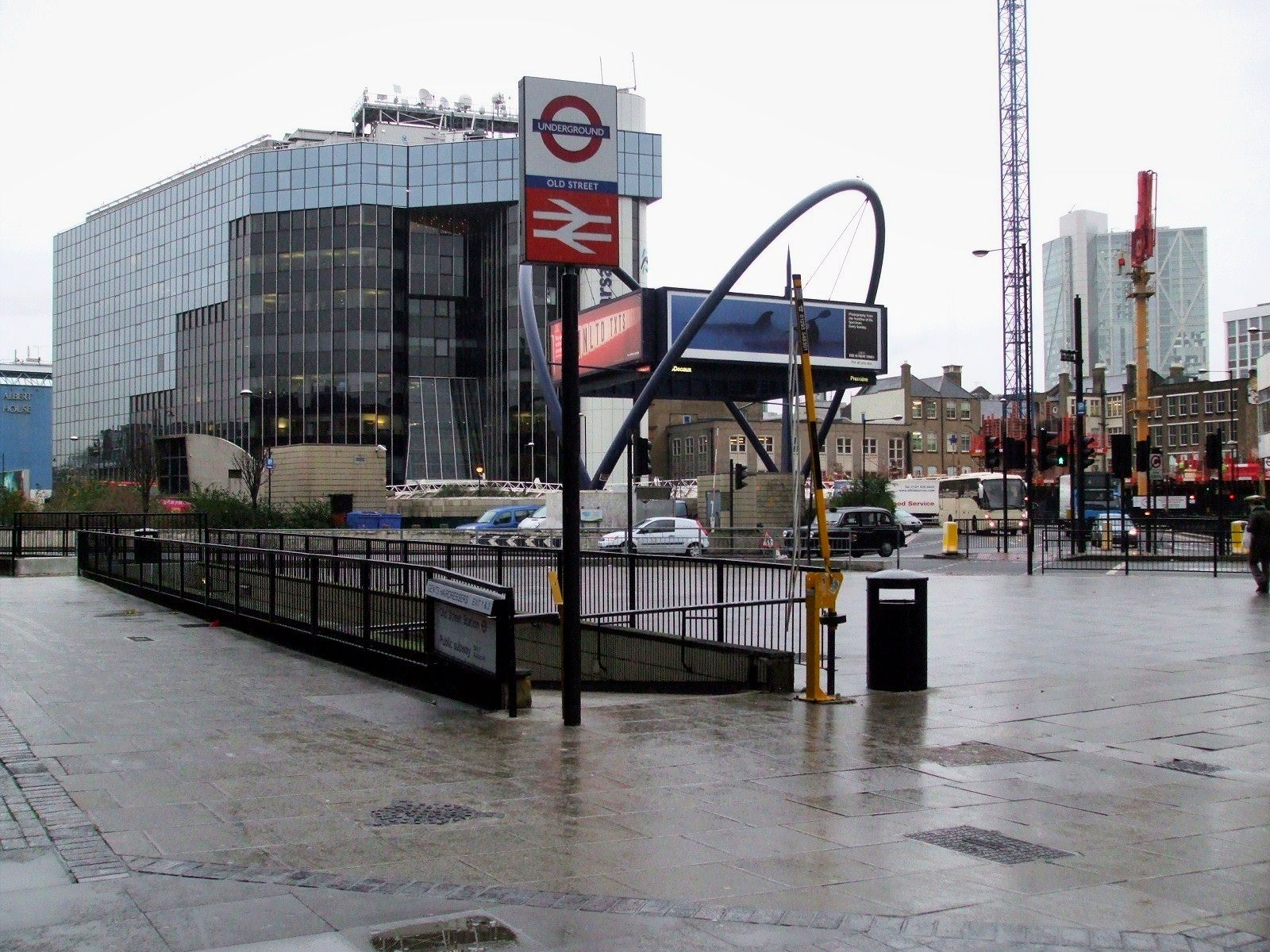
مدخل محطة أولد ستريت عام 2008

أولد ستريت (بالإنجليزية: Old Street) هي إحدى محطات مترو أنفاق لندن. تقع على خط نورذيرن (Northern Line) ضمن المنطقة رقم 1 من مناطق السفر في لندن. افتُتحت المحطة لأول مرة في 17 نوفمبر 1901، ثم أُجريت توسعة لاحقة في 14 فبراير 1904.